# Almost Heaven (Album)
Almost Heaven (englisch etwa für „fast der Himmel“) ist das neunte Studioalbum der irisch-US-amerikanischen Pop-Rock-Band The Kelly Family. Es erschien am 27. Oktober 1996 über das Label Kel-Life und zählt mit mehr als einer Million verkauften Exemplaren zu den meistverkauften Musikalben in Deutschland.

## Produktion
Almost Heaven wurde von den Kelly-Family-Mitgliedern Kathy Kelly und Paddy Kelly produziert. Als Autoren der Lieder ist die gesamte Gruppe angegeben.

## Covergestaltung
Das Albumcover zeigt die neun am Album beteiligten Mitglieder der Kelly Family und Kathys damals dreijährigen Sohn Sean, die auf einem Stein an einer Küste stehen bzw. sitzen und für die Aufnahme posieren. Im oberen Teil des Bildes befinden sich die gelb-roten Schriftzüge The Kelly Family und Almost Heaven. Im Hintergrund sind blauer Himmel und das Meer zu sehen.

## Titelliste
| #  | Titel                                        | Länge |
| -- | -------------------------------------------- | ----- |
| 1  | When the Boys Come into Town                 | 3:15  |
| 2  | Every Baby                                   | 2:56  |
| 3  | I Can’t Help Myself (I Love You, I Want You) | 3:03  |
| 4  | Nanana                                       | 4:03  |
| 5  | You Belong to Me                             | 3:25  |
| 6  | Staying Alive                                | 2:55  |
| 7  | Come Back to Me                              | 3:35  |
| 8  | Fell in Love with an Alien                   | 3:11  |
| 9  | Hey Diddle Diddle                            | 2:43  |
| 10 | Like a Queen                                 | 2:54  |
| 11 | Stars Fall From Heaven                       | 3:23  |
| 12 | Thunder                                      | 3:45  |
| 13 | Calling Heaven                               | 4:54  |
| 14 | Nothing Like Home                            | 3:42  |

## Kommerzieller Erfolg

### Chartplatzierungen und Singles
Almost Heaven stieg am 11. November 1996 auf Platz eins in die deutschen Albumcharts ein, auf dem es sich sechs Wochen lang hielt. Insgesamt konnte es sich 43 Wochen in den Top 100 halten, davon zehn Wochen in den Top 10. In Österreich und der Schweiz erreichte das Album ebenfalls die Chartspitze und hielt sich 16 bzw. 24 Wochen in den Charts. Zudem belegte es unter anderem Rang zwei in Norwegen und Position drei in den Niederlanden. In den deutschen Jahrescharts 1996 erreichte Almost Heaven Platz 24 und 1997 Rang 34.
| ChartsChartplatzierungen | Höchstplatzierung | Wochen |
| ------------------------ | ----------------- | ------ |
| Deutschland (GfK)        | 1 (43 Wo.)        | 43     |
| Österreich (Ö3)          | 1 (16 Wo.)        | 16     |
| Schweiz (IFPI)           | 1 (24 Wo.)        | 24     |

| ChartsJahrescharts (1996) | Platzierung |
| ------------------------- | ----------- |
| Deutschland (GfK)         | 24          |
| Österreich (Ö3)           | 25          |

| ChartsJahrescharts (1997) | Platzierung |
| ------------------------- | ----------- |
| Deutschland (GfK)         | 34          |
| Österreich (Ö3)           | 43          |

Als erste Single des Albums erschien am 14. Juli 1996 der Song I Can’t Help Myself (I Love You, I Want You), der die Chartspitze in Deutschland und der Schweiz erreichte. Die zweite Auskopplung Every Baby wurde am 24. November 1996 veröffentlicht und belegte Platz 13 in Deutschland. Als dritte Single erschien am 17. Februar 1997 das Lied Fell in Love with an Alien, das sich auf Rang 15 der deutschen Charts platzieren konnte. Am 25. Mai 1997 folgte Nanana, das in Deutschland Position 17 erreichte, bevor am 7. Juli 1997 die letzte Single When the Boys Come into Town veröffentlicht wurde, die Platz 37 in den deutschen Charts belegte.

### Auszeichnungen für Musikverkäufe
| Professionelle Bewertungen | Professionelle Bewertungen |
| -------------------------- | -------------------------- |
| Kritiken                   |                            |
| Quelle                     | Bewertung                  |
| allmusic                   | [ 11 ]                     |

Almost Heaven wurde im Jahr 1997 in Deutschland für mehr als eine Million verkaufte Einheiten mit einer doppelten Platin-Schallplatte ausgezeichnet, womit es zu den meistverkauften Musikalben des Landes gehört. In Österreich und der Schweiz erhielt es für jewels über 100.000 Verkäufe ebenfalls Doppel-Platin.
| Land/Region          | Auszeichnungen für Musikverkäufe (Land/Region, Auszeichnung, Verkäufe) | Verkäufe    |
| -------------------- | ---------------------------------------------------------------------- | ----------- |
| Deutschland (BVMI)   | 2× Platin                                                              | 1.000.000   |
| Europa (IFPI)        | Platin                                                                 | (1.000.000) |
| Italien (FIMI)       | Platin                                                                 | 100.000     |
| Niederlande (NVPI)   | Platin                                                                 | 100.000     |
| Norwegen (IFPI)      | Platin                                                                 | 50.000      |
| Österreich (IFPI)    | 2× Platin                                                              | 100.000     |
| Polen (ZPAV)         | 2× Platin                                                              | 200.000     |
| Schweiz (IFPI)       | 2× Platin                                                              | 100.000     |
| Spanien (Promusicae) | Platin                                                                 | 100.000     |
| Insgesamt            | 13× Platin ·                                                           | 1.750.000   |

Hauptartikel: The Kelly Family/Auszeichnungen für Musikverkäufe